# مقتل فيكتوريا ستافورد
فيكتوريا «توري» اليزابيث ماري ستافورد فتاة كندية ولدت في 5 يوليو 2000 تبلغ من العمر ثماني سنوات اختطفت في وودستوك أونتاريو في 8 أبريل 2009 تم الاعتداء عليها جنسيا وقتلها .

## روابط خارجية
قالب:Wikinewspar2
- Richmond، Randy. "Terry-Lynne McClintic pleads guilty to killing Tori Stafford". The Beacon Herald. مؤرشف من الأصل في 2011-10-06. اطلع عليه بتاريخ 2010-12-12.
- Victoria Stafford على موقع فايند أغريف